# Capitólio Estadual do Alasca
O Capitólio Estadual do Alasca (em inglês:  Alaska State Capitol) está localizado em Juneau, capital do estado do Alasca, nos Estados Unidos, e situa-se na 120 4th Street. Abriga o poder legislativo do Alasca, bem como os escritórios do governador e vice-governador do estado.

## Galeria de imagens

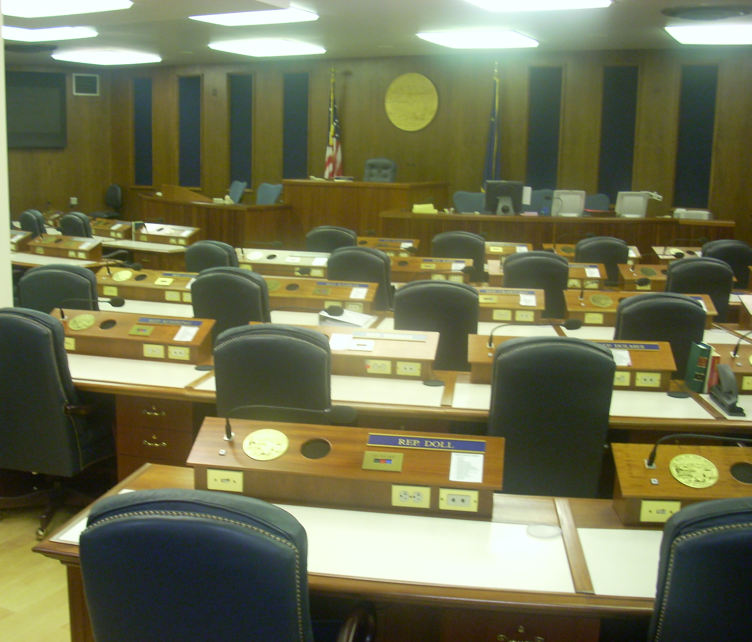
Câmara dos Representantes do Alasca.
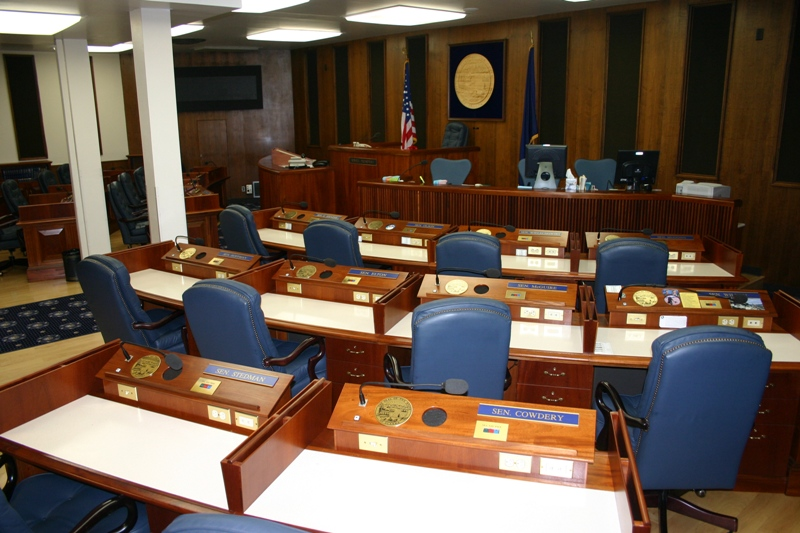
Senado do Alasca.
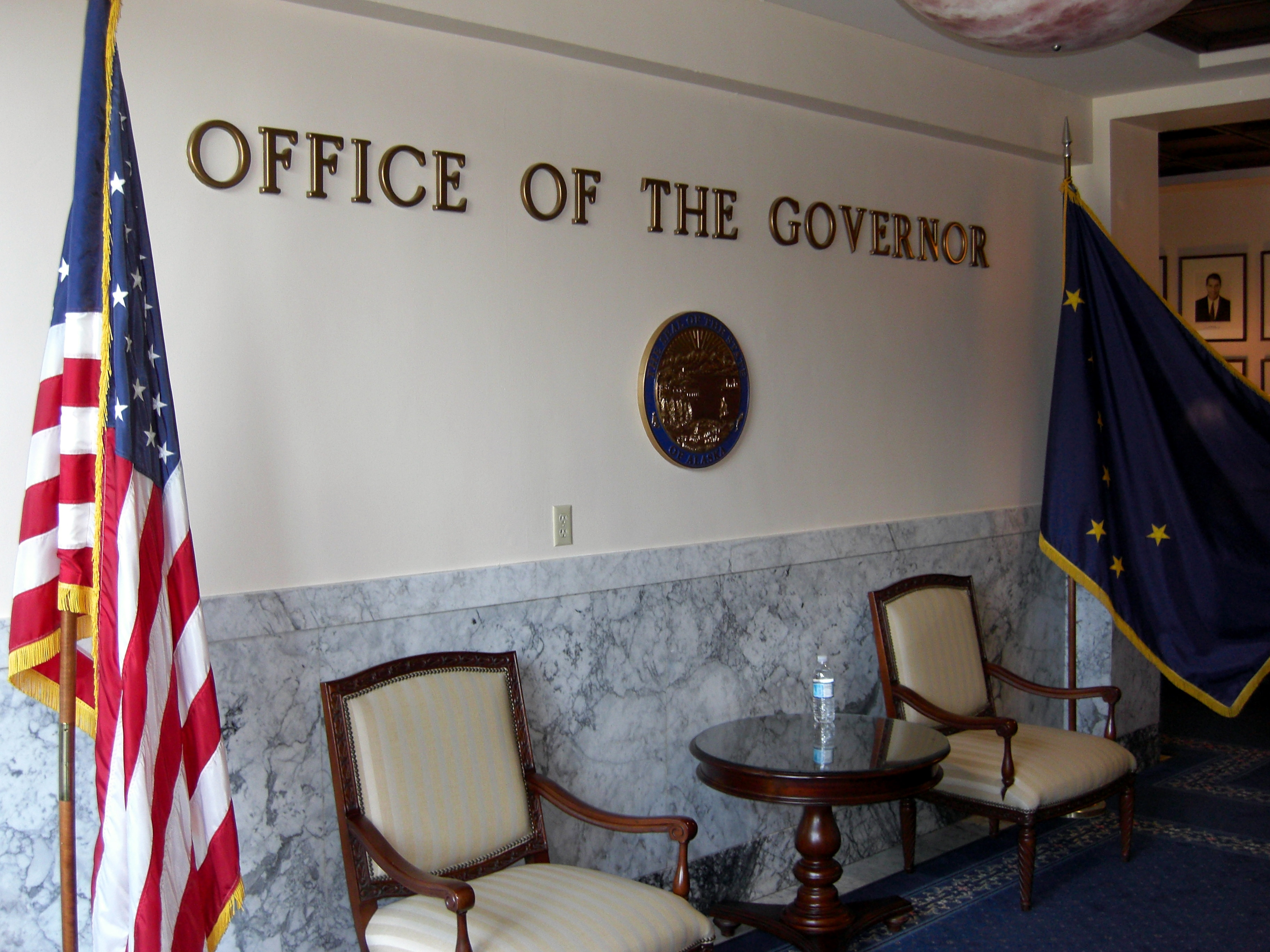
Gabinete do governador.